# Orestias laucaensis
Orestias laucaensis är en fiskart som beskrevs av Arratia 1982. Orestias laucaensis ingår i släktet Orestias och familjen Cyprinodontidae. IUCN kategoriserar arten globalt som nära hotad. Inga underarter finns listade i Catalogue of Life.